# Sumpfelritze
Die Sumpfelritze (Rhynchocypris percnurus) ist eine Art aus der Familie der Karpfenfische (Cyprinidae).

## Merkmale
Der bis 12 Zentimeter lange Fisch ähnelt der Elritze, ist aber gedrungener, hochrückiger und dadurch plumper. Der Rücken trägt eine dunkelbraune Färbung mit grünlichem Glanz. Die Seiten sind gelblich mit kleinen, unregelmäßigen dunklen Punkten, der Bauch ist weiß.

## Vorkommen
Das Verbreitungsgebiet der Art reicht von der Dwina bis zur Kolyma sowie zur Kama und zum Dnepr. Ein isoliertes Vorkommen liegt in Polen. Es gibt mehrere Unterarten, davon in Europa: 
- Rhynchocypris percnurus dybowskii Lorec & Wolski, 1910 im Gebiet der Weichsel
- Rhynchocypris percnurus gdaniensis Berg, 1932, bei Danzig
- Rhynchocypris percnurus posnaniensis Berg, 1932, bei Posen und im Gebiet der Oder
- Rhynchocypris percnurus stagnalis Warpachowski, 1886, in den Seen im Gebiet der mittleren Wolga

## Lebensweise
Die Sumpfelritze besiedelt stehende Gewässer mit starkem Pflanzenwuchs und hat ein geringes Sauerstoffbedürfnis. Sie ist ein Schwarmfisch und ernährt sich von Kleinkrebsen, Insektenlarven, Würmern und Anflugnahrung. Sie laicht von April bis Juni. Die Eier werden an den Blättern von Wasserpflanzen abgelegt. Der Fisch wird örtlich mit Zugnetzen und Reusen gefangen.